# Kerosene
Kerosene is het tweede nummer van het zevende studioalbum van de Amerikaanse punkband Bad Religion. Het nummer duurt 2:41 minuten en is geschreven door de gitarist van de band: Brett Gurewitz.

## Albums
Naast het oorspronkelijke album Recipe for Hate is het nummer nooit op een latere live- of compilatiealbum verschenen.

## Samenstelling
- Greg Graffin - Zang
- Brett Gurewitz - Gitaar
- Greg Hetson - Gitaar
- Jay Bentley - Basgitaar
- Bobby Schayer - Drums
- John Wahl - Gitaar
- Chris Bagarozzi - Gitaar

Noot: John Wahl en Chris Bagarozzi zijn geen leden van de band, ze doen een gastoptreden.